# Eerste Slag bij Chattanooga
De Eerste Slag bij Chattanooga vond plaats op 7 en 8 juni 1862 en was een kleinere veldslag tijdens de Amerikaanse Burgeroorlog.
In de late lente van 1862 beslisten de Zuidelijken om hun leger in kleinere delen te splitsen in Tennessee. Zo hoopten ze de Noordelijke operaties moeilijker te maken. De Noordelijke Generaal-majoor Ormsby M. Mitchel ontving orders om zijn divisie naar Huntsville, Alabama te brengen om de spoorwegen in de regio te herstellen. Zeer snel bezette hij meer dan 150 km van de Nashville and Chattanooga spoorweg en de Memphis and Charleston spoorweg. In mei vonden er schermutselingen plaats tussen Mitchels soldaten en die van generaal-majoor Edmund Kirby Smiths divisie.
Nadat Mitchel het algemeen bevel gekregen had van de Noordelijken troepen tussen Nashville en Huntsville op 29 mei, gaf hij het bevel aan brigadegeneraal James Negley om met een kleine divisie Chattanooga in te nemen. Negley en zijn mannen arriveerden voor Chattanooga op 7 juni. Het 79 Pennsylvania Infantry verkende de omgeving. Ze vonden Zuidelijke stellingen aan de oevers van de rivier en op de Cameron Hil. Twee Noordelijke batterijen openden het vuur op de Zuidelijken en de stad. De infanterie werd ingezet als scherpschutters langs de oevers. Het Noordelijk bombardement duurde voort tot de middag van 8 juni. De Zuidelijke kanonnen beantwoorden het vuur. Hun vuur sorteerde weinig effect omdat ze ongecoördineerd terug vuurden. Op 10 juni rapporteerde Smith (hij was op 8 juni gearriveerd) dat Negley zich had teruggetrokken. Beide partijen hadden weinig slachtoffers te betreuren. Deze aanval was wel een waarschuwing voor de Zuidelijken dat de Noordelijken aanvallen konden uitvoeren wanneer ze wilden.

## Bron
- National Park Service - Chattanooga